# كارل كلاوس
كارل كلاوس (بالألمانية: Carl Klaus)‏ (16 يناير 1994 بشتوتغارت في ألمانيا - ) هو لاعب كرة قدم ألماني في مركز حراسة المرمى. شارك مع منتخب ألمانيا لكرة القدم تحت 18 سنة. أما مع النوادي، فقد لعب مع شتوتغارت كيكرز ونادي فولفسبورغ.

## وصلات خارجية
- كارل كلاوس على موقع قاعدة بيانات كرة القدم.إي يو (الإنجليزية)
- كارل كلاوس على موقع بيانات كرة القدم. دي إي (الألمانية)
- كارل كلاوس على موقع Soccerway.com (الإنجليزية)
- كارل كلاوس على موقع عالم كرة القدم.نت (الإنجليزية)